# Pan (Sakellariou)
Pour les articles homonymes, voir Pan (homonymie).

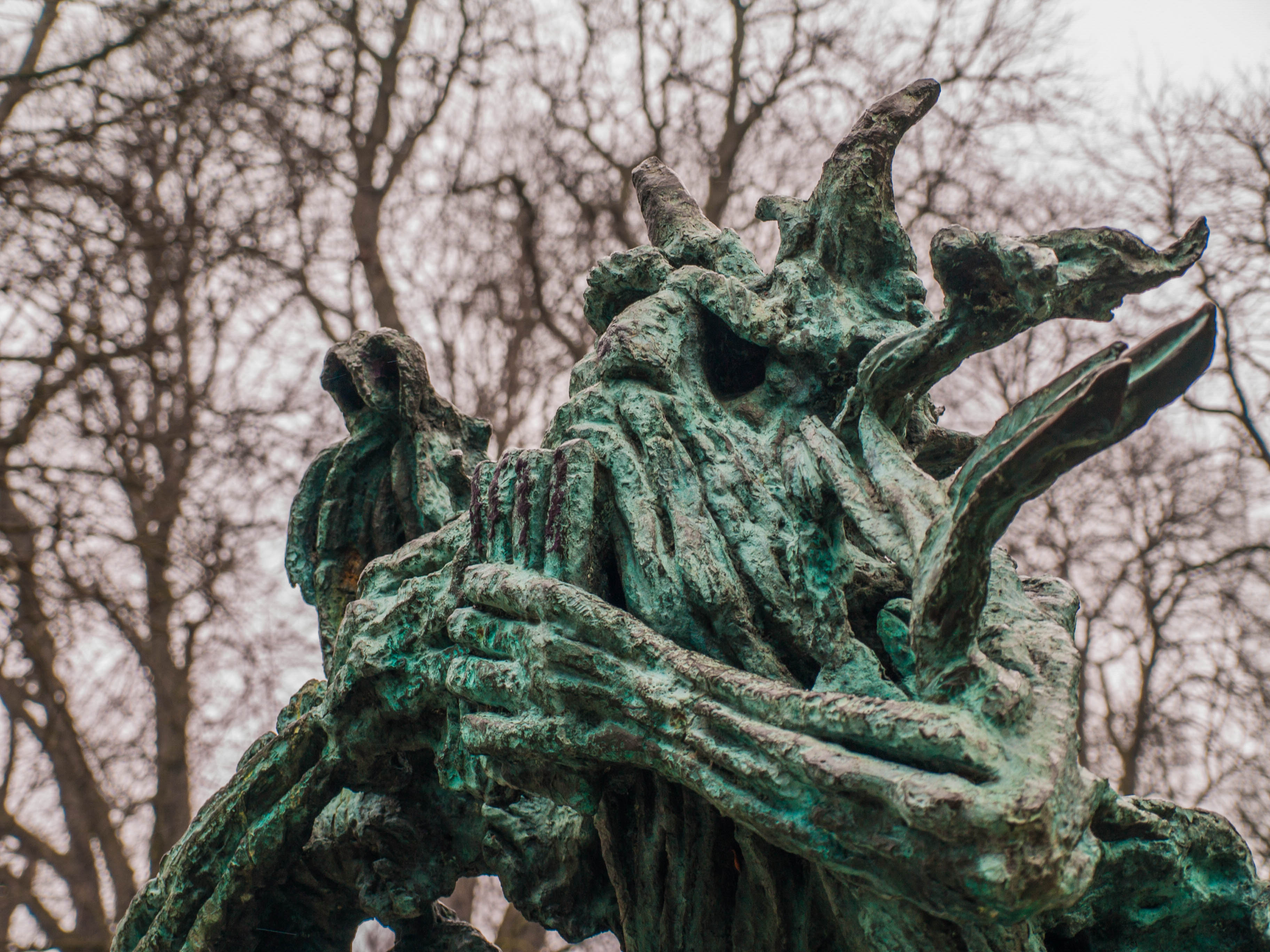
Statue du dieu Pan au parc des Buttes-Chaumont.

Pan est une statue du sculpteur Fanis Sakellariou (1916-2000), située dans le parc des Buttes-Chaumont à Paris. Elle a été offerte [Quand ?] par le comité des scientifiques grecs en Europe (Genève).
Elle représente le dieu Pan assis, jouant de la flûte éponyme. On retrouve les attributs caractéristiques du dieu, ses cornes et ses pattes de bouc, sa chouette sur l'épaule droite. La sculpture insiste sur la composition fibreuse du corps, comme composée de branches, analogie à son rôle protecteur de la végétation.

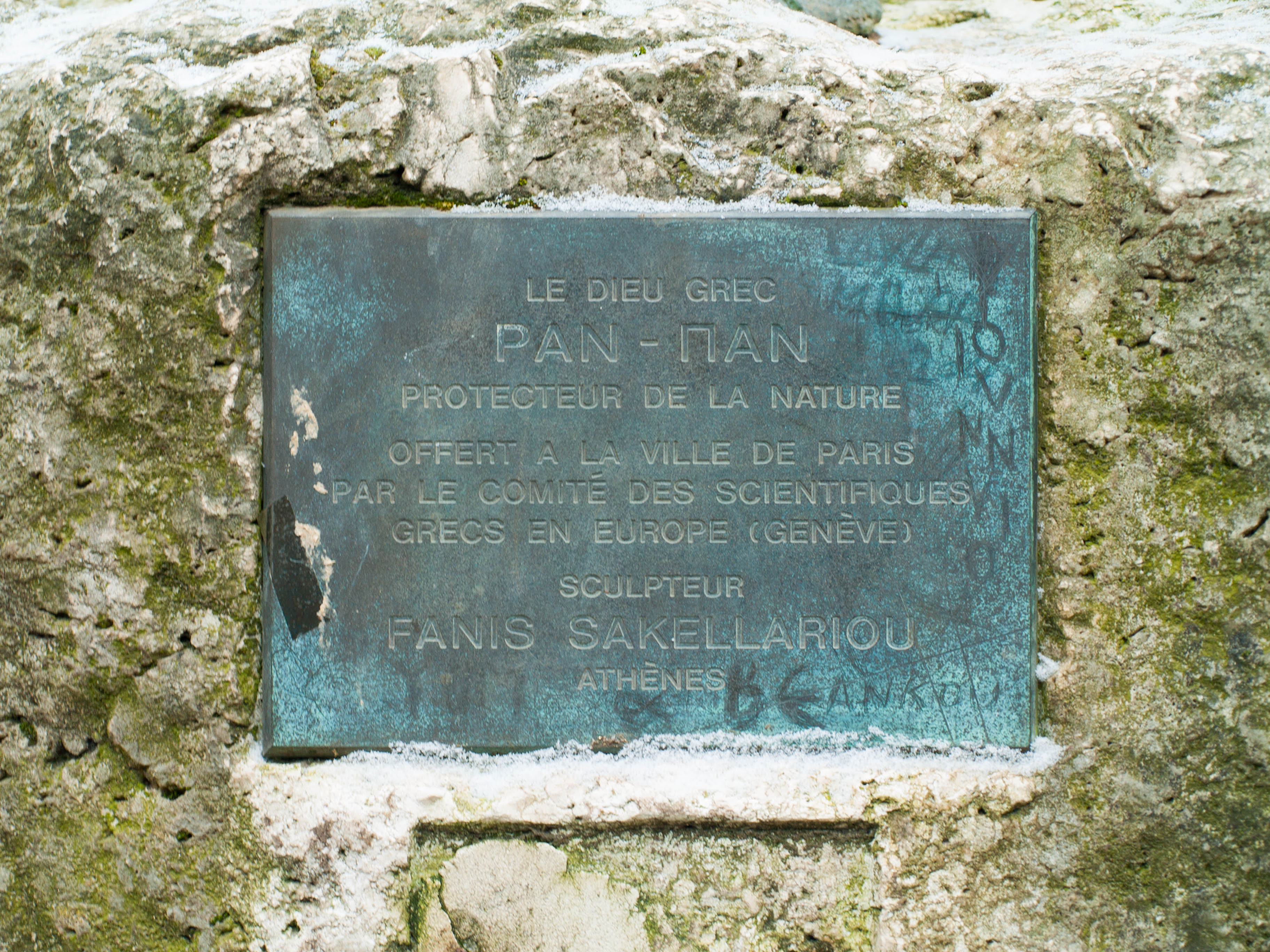
Descriptif de la statue du dieu Pan au parc des Buttes-Chaumont.